# 포도박

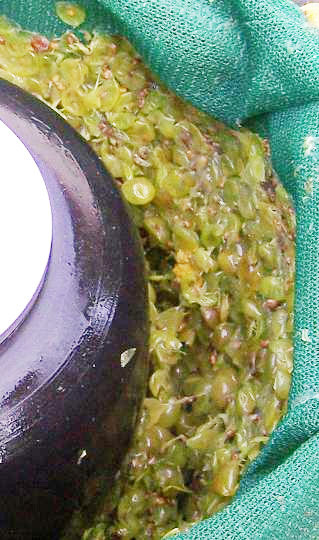
포도박

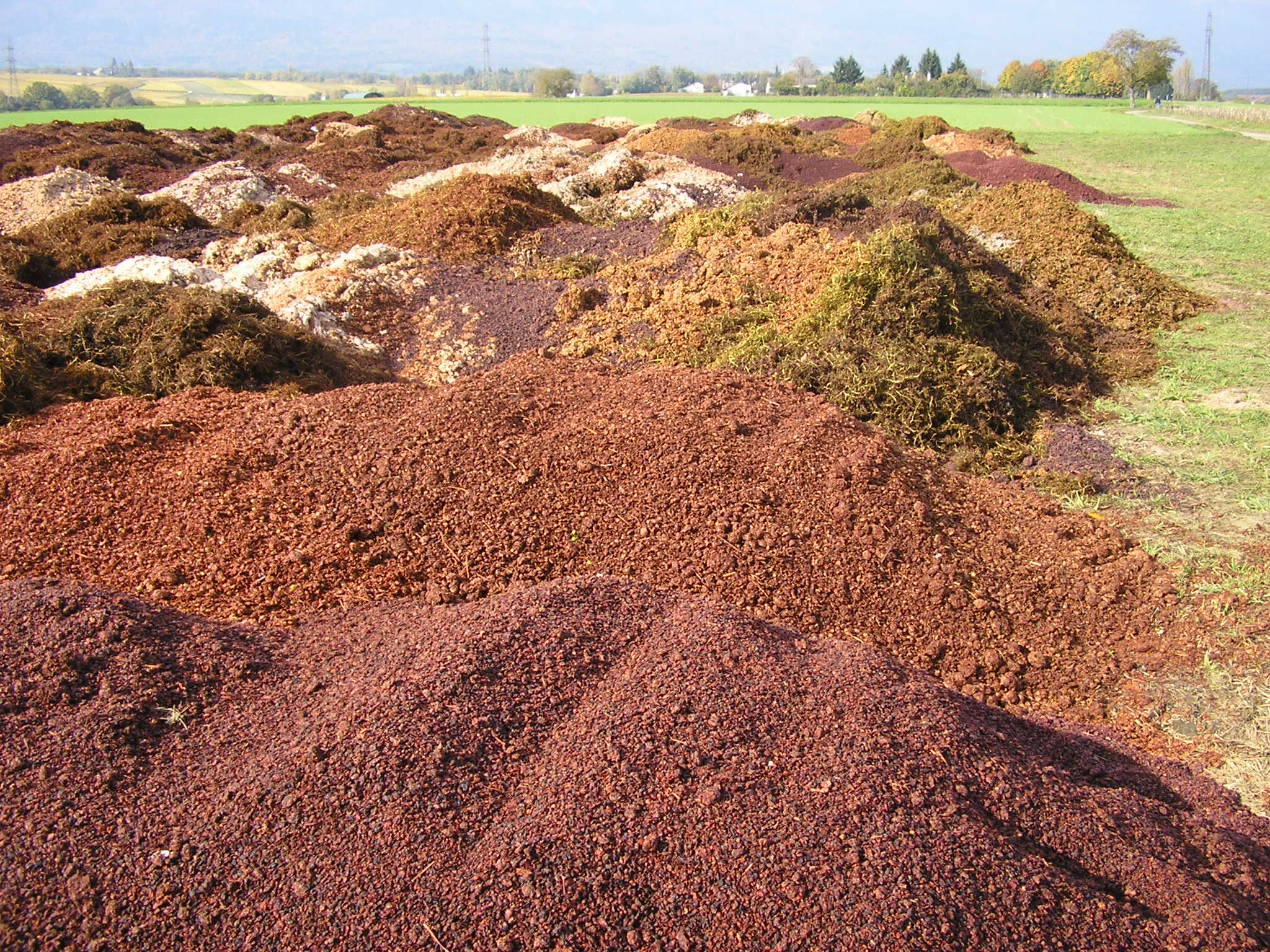
포도박

포도박(葡萄粕, 영어: grape pomace 그레이프 퍼미스[*])은 포도주 양조 과정에서 포도 압착·포도 밟기 또는 포도주 발효 후에 얻어지는 과일박 찌꺼기이다. 포도주 발효 후 얻어진 포도박으로는 마르(포도박 브랜디)를 만든다.

## 같이 보기
- 술찌끼